# Daniel Strähler
Daniel Strähler (* 21. Februar 1690 in Halle (Saale); † 15. Oktober 1750 ebenda) war ein deutscher Mathematiker und Philosoph.

## Leben
Der Sohn des Salzmachers Martin Strähler durchlief die Schulen und die Universität seiner Heimatstadt (Friedrichs-Universität). Er studierte bei Christian Wolff, erwarb den akademischen Grad eines Magisters, hielt Vorlesungen und wurde Dozent an der philosophischen Fakultät. Er wurde einer der ersten Gegner Wolffs. 1723 gab er eine Schrift gegen Wolff heraus mit dem Titel: Prüfung der vernünfftigen Gedancken des Herrn Hofrat Wolff von Gott, der Welt und der Seele des Menschen,auch allen Dingen überhaupt, worinnen des Herrn Autoris Schlüsse examiniert, die Unrichtigkeit derselben gezeiget, dessen Irthümer an den Tag gelegt, und die metaphysische, ingleichen die damit verknüpfte moralische Wahrheiten in grösseres Licht gesetzt werden. (2 Stücke Jena 1723).
Diese waren der Anlass für jahrelange hochschulinterne Streitigkeiten an der Hallenser Hochschule, denn Strähler etablierte sich an der Universität. Er wurde am 5. Dezember 1723 außerordentlicher Professor der Philosophie und Mathematik und am 29. Mai 1733 ordentlicher Professor. Strähler beteiligte sich auch an den organisatorischen Aufgaben der Hallenser Hochschule und wurde 1744/45 Prorektor. 
Seine letzte Lebenszeit waren durch gesundheitliche Einschränkungen geprägt. Durch einen Schlaganfall war er halbseitig gelähmt und konnte daher seiner Arbeit nicht mehr nachkommen. Strähler hatte sich am 25. Juni 1710 mit Marie Oertel verheiratet. Aus dieser Ehe gingen zwei Töchter hervor.

## Werke
1. Disputationes IV. De existentia die atque creatione ex nihilo, ex contingentia in mundo, totius mundi, atque elementorum indole demonstrata. Halle 1723
2. de sensu stque usu principii rationis sufficientis succinta commentatio. Halle 1727
3. Vergleichung der so genannten nöthigen Antwort. Halle 1727
4. Polymathia Matheseos, seu hujus in reliquum universae eruditionis ambitum in fluxus. Halle 1735
5. Erweiß Des Satzes, von der möglichen Begehrung des Bösen, so weit dasselbe böse ist, und der möglichen Verabscheuung des guten. In: Hallischen Anzeigen. 1736
6. Antwort auf die Replique vom 26 Mai 1736 über die Frage Ob Wolff § 573 seiner Metaphysic die Sittenlehre aus der necessitate physica herleite.
7. Abnötige Rettung der Sache eines ungenannten Verfassers, vermuthliche und des Hrn. Reg. Raths Wolffens eigene Antwort auch des Hrn. D. Langens kurtzen Abriss der Gefährlichkeit der Wolffischen Philosophie, unternommen, mit einem historischen Vorbericht und kurtzem Anhange von dem Wertheimischen Bibel-Werck als eine Frucht der Wolffischen Philosophie. 1737
8. Harmonia per influxum stabilita. 1737
9. Scienttia rationis, sive Logica demonstrata analytice et systematice elaborata. Halle 1739.